# Con Cuông (xã)
Con Cuông là một xã thuộc tỉnh Nghệ An, Việt Nam. Xã được hình thành trên cơ sở sáp nhập thị trấn Trà Lân, xã Chi Khê và xã Yên Khê của huyện Con Cuông trong đợt Sáp nhập tỉnh thành Việt Nam 2025.

## Địa lý
Xã Con Cuông có vị trí địa lý:
- Phía Đông giáp xã Nhân Hòa;
- Phía Nam giáp xã Môn Sơn;
- Phía Tây giáp xã Châu Khê;
- Phía Bắc giáp xã Mậu Thạch và xã Cam Phúc.

Xã Con Cuông có diện tích tự nhiên 155,45 km².

## Hành chính và tên gọi
Xã Con Cuông được thành lập theo Nghị quyết số 1678/NQ-UBTVQH15 của Ủy ban Thường vụ Quốc hội Việt Nam, ban hành ngày 16 tháng 6 năm 2025. Theo đó, sắp xếp toàn bộ diện tích tự nhiên, quy mô dân số của thị trấn Trà Lân, xã Chi Khê và xã Yên Khê thuộc huyện Con Cuông trước đây thành một xã mới có tên gọi là xã Con Cuông.
Trước đó, theo Đề án sắp xếp đơn vị hành chính cấp xã tỉnh Nghệ An, xã này là xã Con Cuông 1.
Sau sắp xếp xã có diện tích tự nhiên: 155,45 km², quy mô dân số: 26.043 người.